# Északnyugati Hawaii-szigetek

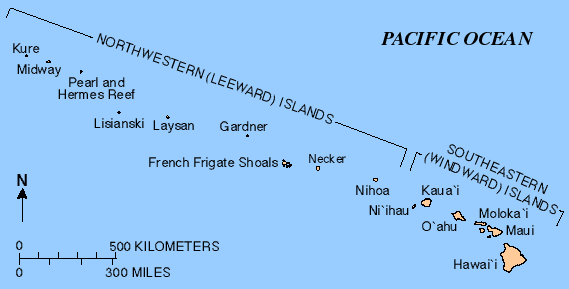
Az Északnyugati Hawaii-szigetek fekvése

Az Északnyugati Hawaii-szigetek a nagyobb területű déli Hawaii-szigetektől északnyugatra elterülő, apró vulkanikus szigetekből, atollokból és korallzátonyokból álló szigetsor a Csendes-óceán északi részén.
A szigetek mindegyike lakatlan, és a Midway-szigetek kivételével (melyek közvetlenül az Egyesült Államok kormányának vannak alárendelve) valamennyi az Amerikai Egyesült Államok Hawaii államának a részei.

## Geográfia

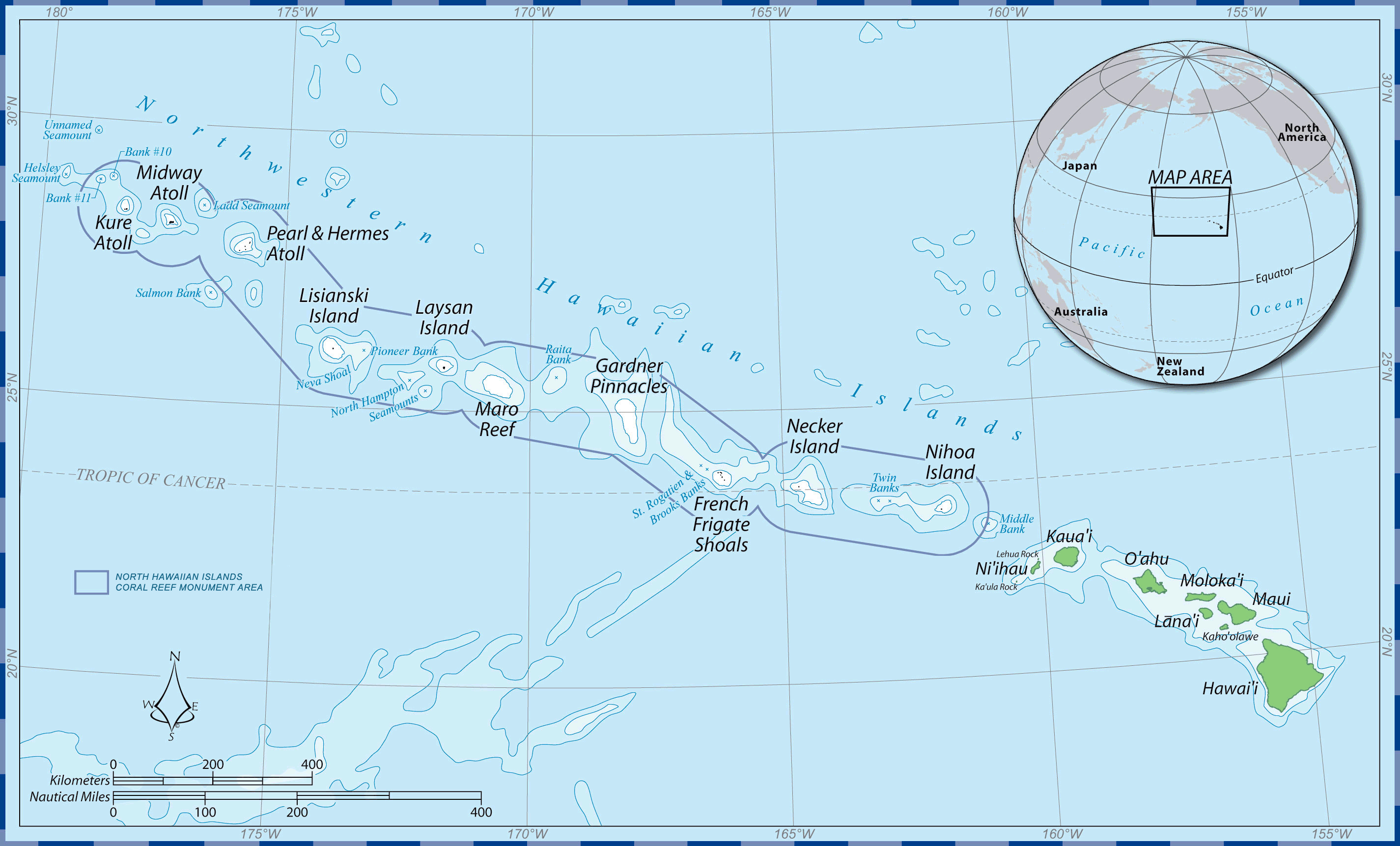
Az Északnyugati Hawaii-szigetek térképe

Az Északnyugati Hawaii-szigetek szigetsora a Csendes-óceánban, a 25. szélességi fok környékén terül el mintegy 2000 kilométer hosszan, a 161. hosszúságú foktól egészen a a 180. fokon lévő dátumválasztó vonalig.
A szigetek összterülete nagyon kicsi, együttesen is csak 14,3 km², és ebből is 6,2 km² a Midway-szigetekre esik.
A szigetsorba délkeletről északnyugat felé haladva a következő szigetek tartoznak (zárójelben a hawaii nevük van feltüntetve):
- Nihoa (Moku Manu);
- Necker-sziget (Mokumanamana);
- French Frigate Shoals (Kānemilohaʻi);
- Gardner Pinnacles (Pūhāhonu);
- Maro-zátony (Nalukakala);
- Laysan (Kauō);
- Lisianski (Papaʻāpoho);
- Pearl- és Hermes-Atoll (Holoikauaua);
- Midway-atoll (Pihemanu);
- Kure-atoll (Mokupāpapa).

A szigetek vulkanikus eredetűek, és az Alaszkától Hawaii-ig húzódó szigetsor részei. Ugyanolyan keletkezésűek, mint a déli, nagy Hawaii-szigetek, de míg azokon ma is aktív a vulkanikus tevékenység, az északnyugati szigeteket létrehozó vulkánok rég kialudtak. A szigetek magassága délkeletről északnyugat felé haladva egyre csökken. A legészakibb Kure-atolltól északra már csak tenger alatti vulkanikus hegyek vannak.

## Népesség
Nihoa és Necker szigetén bizonyítékokat találtak arra, hogy korábban éltek ott polinéz eredetű bennszülött népek, de mire az európaiak felfedezték a szigetcsoportokat, már azok valamennyi része lakatlan volt. Ez most is így van, kivéve a Midway-szigeteket, ahol nagyjából 40 főnyi, kutatókból és természetvédelmi őrökből álló csoport él.

## Természetvédelmi helyzetük
A szigeteken élő sok-sok madárfaj egyedszámában (a guanókitermelés, a tojásgyűjtés, a vadászat eredményeként) történő drasztikus visszaesés miatt a madárvilág maradékának a megőrzése érdekében Theodore Roosevelt amerikai elnök 1909. február 3-án elnöki rendeletben írta elő a szigetek védelmét, és létrehozta a Hawaii-szigeteki Madárrezervátumot, egy természetvédelmi területet, melybe az északnyugati szigetek valamennyi tagja beletartozott, a katonai szempontból stratégiai fontosságú Midway-szigeteket kivéve. 1996-ban, miután kiürítették az ottani katonai támaszpontot, ez a szigetcsoport is csatlakozott a természetvédelmi területhez.
2006-ban a teljes északi szigetláncon létrehozták a Papahānaumokuākea Tengeri Nemzeti Parkot, mely 362 000 km²-t lefedő tengeri területével jelenleg Földünk legnagyobb ilyen jellegű természetvédelmi területe.
A szigeteket ma kizárólag tudományos céllal és az Egyesült Államok Hal- és Vadvédelmi Szolgálatának az engedélyével lehet látogatni, korlátozott számban.

## Fordítás
- Ez a szócikk részben vagy egészben  a   Nordwestliche Hawaii-Inseln című német Wikipédia-szócikk ezen változatának fordításán alapul.  Az eredeti cikk szerkesztőit annak laptörténete sorolja fel. Ez a jelzés csupán a megfogalmazás eredetét és a szerzői jogokat jelzi, nem szolgál a cikkben szereplő információk forrásmegjelöléseként.